# Халав
Халав (арм. Հալավ) — в системе традиционной армянской женской одежды длинная рубаха из хлопчатобумажной ткани с косыми клиньями по бокам, длинными прямыми рукавами с ластовицей и прямым разрезом ворота, которую носили женщины Восточной Армении. По покрою, подобно мужской рубахе, халав также имел две разновидности. Более древнюю — цельнокроеную с прямым перекидным плечом — носили все женщины вплоть до 1930-х годов без учёта возраста и имущественного положения. Более поздний вариант — с плечевым швом и выкройной проймой — распространился в начале прошлого столетия с проникновением в село фабричных тканей. Такую рубаху носили в основном девушки и молодые женщины. Длинные нательные штаны шились из той же красной материи, что и рубаха, на белой подкладке и в талии держались на вздержке при помощи хонджана.
Праздничные штаны шились из шелковой красной ткани на подкладке из белого полотна. Нижние концы штанов, присборенные у щиколоток, должны были быть видны из-под верхней одежды, поэтому эта часть шилась из более дорогой и красивой материи и расшивалась (в Ереванской и Араратской долине) золотым шитьём или украшалась (Сюник, Арцах) полосой чёрного бархата с позолоченной тесьмой.
В женском комплексе провинций Сюник и Арцах важной частью была верхняя рубаха − вирви халав (арм. Վիրվի հալավ) из красного шёлка или бязи с отделкой круглого ворота и разреза груди чёрным бархатом или сатином, а также пришитыми серебряными мелкими украшениями. Надевалась она поверх нательной рубахи.